# Språkets mytologiska uppkomst
Språkets mytologiska uppkomst syftar på de historiska uppfattningar om hur ett språk har uppstått, som grundar sig på mytologi snarare än på modern forskning.

## Bakgrund
Det har funnits många förklaringar till hur språk har uppkommit långt före några vetenskapliga teorier. Än idag existerar det i många kulturer, etiologiska myter och andra berättelser gällande språkets uppkomst, hur språk har utvecklats, samt anledningarna bakom mångfalden av språk vi har idag.
Dessa myter har likheter, upprepande teman, och olikheter som har bevarats länge genom muntlig tradition. Vissa myter är mer än bara sagor, vissa är religiösa medan andra även har en bokstavlig tolkning än idag. De två mest återkommande teman i språkets mytologiska uppkomst är floder och naturkatastrofer. Många av dessa berättelser talar om en översvämning eller flod som resulterar i att människorna skingras över jorden. Ännu ett återkommande tema i teorin är straff av gudar, då människor har utifrån gudarnas synpunkt gjort eller agerat orätt. 
Sägner rörande språkets mytologiska uppkomst är generellt infogade eller fotnotade i de större skapelsemyterna. Dock finns det avvikelser. En del berättelser konstaterar att en skapare begåvade människorna med ett språk från allra första början, medan andra talar om hur språk implementerades under senare tillfällen.

## Abrahamitiska religioner

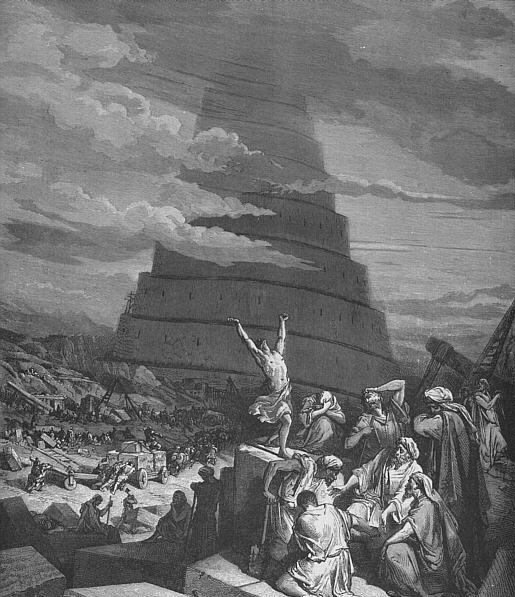
"Confusion of Tongues" av Gustave Doré. Avbildning av språkförbistringen och Babels torn.

En av de mest kända exemplen i västvärlden är utdraget ur Babels torn, i Första Moseboken i Bibeln och Torahn. Utdraget, gemensamt i judendom och kristendom, talar om hur Gud bestraffar människan för teknologiska uppfinningar genom språkförbistringen – uppdelningen i olika tungmål så att människor inte längre kunde förstå varandra.
Då steg Herren ned för att se staden och tornet som människobarnen byggde.
Och Herren sade: "Se, de äro ett enda folk och hava alla enahanda tungomål, och detta är deras första tilltag; härefter skall intet bliva dem omöjligt, vad de än besluta att göra.
Välan, låt oss stiga dit ned och förbistra deras tungomål, så att den ene icke förstår den andres tungomål." (1 Mos. 11:5-7)
Lokala variationer av denna myt har följt kristna missionärer genom deras resor runt världen. Graden av hur mycket denna tradition existerade innan missionärernas ankomst är fortfarande debatterad.
En grupp av människor på ön Hao i Polynesien berättar en saga snarlik Babels torn, och talar om en Gud som "in anger chased the builders away, broke down the building, and changed their language, so that they spoke diverse tongues".
Under Sovjetunionens regim sades det att "with the advent of the spirit of labor, the proletariat could fuse heaven and earth and build god-mankind without suffering the discord of a Confusion of Tongues. Enthusiasm would guarantee universal understanding regardless of language".

## Asien
En hinduisk myt berättar om skillnaderna i språk samt om mångfald i kulturer eller hur traditioner utvecklades, genom bestraffningen av ett stolt träd, av Brahma.

There grew in the centre of the earth the wonderful `world tree,' or `knowledge tree.' It was so tall that it reached almost to heaven. It said in its heart, `I shall hold my head in heaven and spread my branches over all the earth, and gather all men together under my shadow, and protect them, and prevent them from separating.' But Brahma, to punish the pride of the tree, cut off its branches and cast them down on the earth, when they sprang up as wata trees, and made differences of belief and speech and customs to prevail on the earth, to disperse men upon its surface.

Den traditionella tron av invånarna i Andamanerna i Bengaliska bukten beskriver hur språket överlämnades av guden Pūluga till den första mannen och kvinnan i deras stam efter en översvämning. Språket döptes till bojig-yâb (används fortfarande idag) enligt deras stam från södra och sydvästra delen av Andamanerna. Detta språk beskrevs av invånarna som "modersmålet" som alla andra dialekter har skapats från.
Detta troddes även innan döden av första mannen,

...his offspring became so numerous that their home could no longer accommodate them. At Pūluga's bidding they were furnished with all necessary weapons, implements, and fire, and then scattered in pairs all over the country. When this exodus occurred Puluga- provided each party with a distinct dialect.

Vilket således förklarar olikheten i språk.

## Amerika

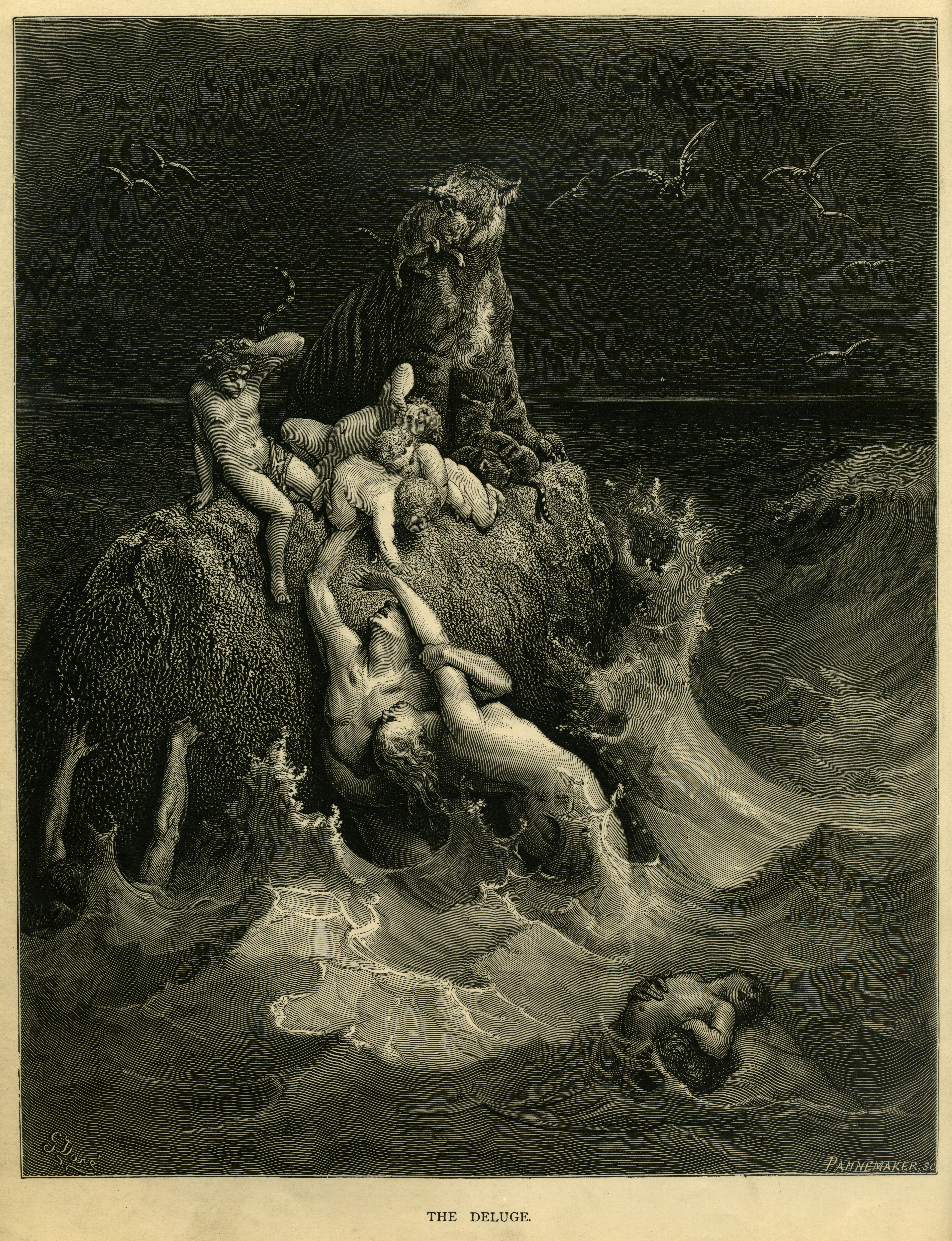
”The Deluge” av Doré. Man och djur söker skydd på en liten klippa under Syndafloden. Populär kännetecken i skapelsemyter.

Gemensamt med myter av många andra civilisationer och kulturer som talar om Syndafloden, så har vissa indianer pratat om en översvämning som tog över jorden. Det finns olika förklaringar till olikheten i tal som förekom efter att vattnet avtog.
Aztekernas berättelse säger att enbart en man, Coxcox, och en kvinna, Xochiquetzal överlevde, genom att ha flutit på en del av ett barkträd. De tog sig till land och fick många barn som föddes stumma men efter ankomsten av en duva, fick de talets gåva. Var och en hade dock sitt eget språk så att de inte kunde förstå varandra.
En likadan flod betecknas av Kaskafolket från Nordamerika. Likt berättelsen om Babels torn, var folket nu utspridda runt världen. Berättaren av myten tillägger att detta förklarar antalet stammar och språk som finns, "Before the flood, there was but one centre; for all the people lived together in one country, and spoke one language.”

They did not know where the other people lived, and probably thought themselves the only survivors. Long afterwards, when in their wanderings they met people from another place, they spoke different languages, and could not understand one another.

En annan berättelse hos Irokeser talar om guden Taryenyawagon och hur han vägledde sitt folk på en resa och sa åt dem att bosätta sig på olika ställen, följaktligen ändrades deras språk.
En Salisk (Salish) myt berättar om hur ett bråk ledde till språkets förändring. Man bråkade om huruvida den höga tonen från en flygande anka kom från luft som passerar till näbben eller från vingarnas slag. Hövdingen kunde inte lösa tvisten, varför han bestämde sig för att tillsätta en styrelse bestående av hövdingar från grannstäder för att avgöra frågan. Turbulens skapades i styrelsen när hövdingarna inte kunde komma överens, och det slutade med att några av dem flyttade långt ifrån byn. Gradvis började de växa ifrån varandra och folket började prata annorlunda, och slutligen kunde språkvarianterna anses vara separata språk.
I mytologin om Yukifolket, en indianstam från Kalifornien, talas det om en skapare åtföljd av Coyote (en mytologisk prärievarg) som skapar språk återföljd av hans skapelse av indianstammen på olika platser. Han la pinnar som transformerades till människor i gryningen.

Then follows a long journey of the creator, still accompanied by Coyote, in the course of which he makes tribes in different localities, in each case by laying sticks in the house over night, gives them their customs and mode of life, and each their language.

Tikunastammen i Amazonas regnskog berättar om hur alla människor var från en och samma stam och talade samma språk, tills två kolibriägg åts upp (det sägs inte av vem). Därefter delades stammen i två grupper och skingrades.

## Europa
I antikens Grekland berättades myten att under många år hade män levt tillsammans under Zeus regler utan några lagar och talade ett språk. Guden Hermes hämtade olikheter i tal som följdes av att olika nationer byggdes upp i oenighet och disharmoni. Zeus bestämde sig då för att överlämna hans position till den första kungen, Phoroneus.
I nordisk mytologi sägs det att förmågan att tala är en gåva från Bors son, som även utrustade människorna med hörsel och synförmåga.

## Afrika
Wa-Sania från bantufolken i Östafrika har en berättelse om hur människor enbart talade ett språk i början. Men under ett hungersnöd slogs folket av galenskap som fick dem att babbla konstiga ord och vandra åt alla hål. Enligt dem var det så olika språk utvecklades.
Ett vanligt tema i afrikansk mytologi är en gud som talar alla språk. Ett exempel är guden Orunmila hos yorubafolket som talar alla språk i världen.

## Australien
En folkgrupp från Encounter Bay i South Australia berättar myten om hur språk utvecklades med hjälp av kannibalism. Det fanns en kvinna vid namn Wurruri som levde i östra delen av landet och störde folk medan de sov. När hon slutligen dog, var folk så lyckliga att alla meddelades om hennes död för att sprida glädje.
Raminjerar-folket var de första att se liket, och började äta köttet och blev plötsligt vältaliga. De andra stammarna från östra delen anlände lite senare och började äta hennes tarmar, vilket ledde till att de började prata ett lite annorlunda språk. När stammarna från norra delen av landet kom och slukade allt som var kvar, började de också prata ett annat språk.
Folkgruppen tror fortfarande att händelsen i denna myt var katalysatorn som fick språk att spridas, medan till ex. Gunwinggu hos Australiens aboriginer har myten om en gudinna i vad de kallar ”dreamtime”, ger hennes barn ett språk var att leka med.